# Целниц
Целниц (њем. Zöllnitz) општина је у њемачкој савезној држави Тирингија. Једно је од 93 општинска средишта округа Зале-Холцланд. Према процјени из 2010. у општини је живјело 728 становника. Посједује регионалну шифру (AGS) 16074114.

## Географски и демографски подаци
Целниц се налази у савезној држави Тирингија у округу Зале-Холцланд. Општина се налази на надморској висини од 229 метара. Површина општине износи 4,2 km². У самом мјесту је, према процјени из 2010. године, живјело 728 становника. Просјечна густина становништва износи 173 становника/km².